# 1921

## Събития
- При езерото Силвър в Съединените щати е измерен най-големият дневен снеговалеж в света – 1,93 m.
- На 28 април 1921 година Хосе Раул Капабланка става третият световен шампион по шахмат.
- На 14 октомври 1921 година е учреден Български младежки червен кръст (БМЧК).

## Родени
- 5 януари – Фридрих Дюренмат, швейцарски драматург, белетрист, поет († 1990 г.)
- 6 януари – Христо Евтимов, български футболист († 2005 г.)
- 13 януари – Неджати Джумалъ, турски писател († 2001 г.)
- 14 януари – Кенет Бълмър, английски писател († 2005 г.)
- 19 януари – Патриша Хайсмит, американска писателка († 1995 г.)
- 23 януари – Тодор Попов, български композитор († 2000 г.)
- 24 януари – Добри Жотев, български писател († 1997 г.)
- 26 януари – Акио Морита, японски предприемач († 1999 г.)
- 28 януари – Атанас Манчев, български поет († 1944 г.)
- 29 януари – Иван Пановски, български народен певец († 1998 г.)
- 31 януари – Курт Марти, швейцарски писател († 2017 г.)
- 7 февруари – Неджмие Ходжа, албански политик († 2020 г.)
- 8 февруари – Лана Търнър, американска актриса († 1995 г.)
- 11 февруари – Стефан Никушев, български футболист († 1989 г.)
- 12 февруари – Лотфи Заде, американски математик († 2017 г.)
- 18 февруари – Милко Борисов, български физик, академик († 1998 г.)
- 22 февруари
  - Джулиета Мазина, италианска актриса († 1994 г.)
  - Жан-Бедел Бокаса, централноафрикански диктатор († 1996 г.)
- 1 март
  - Петър Куцаров, български художник и скулптор († 2015 г.)
  - Ричард Уилбър, американски поет († 2017 г.)
- 11 март – Астор Пиацола, аржентински музикант († 1992 г.)
- 17 март – Меир Амит, израелски политик († 2009 г.)
- 20 март – Амаду-Махтар М'Боу, политик
- 24 март – Василий Смислов, руски шахматист († 2010 г.)
- 25 март
  - Симон Синьоре, френска актриса († 1985 г.)
  - Начо Папазов, български политик († 1996 г.)
- 28 март – Дърк Богард, британски актьор († 1999 г.)
- 3 април – Георги Мицков, български поет († 2002 г.)
- 8 април – Франко Корели, италиански тенор († 2003 г.)
- 16 април – Питър Устинов, английски актьор († 2004 г.)
- 25 април – Карел Апел, холандски художник († 2006 г.)
- 6 май – Ерих Фрид, австрийски поет и белетрист († 1988 г.)
- 12 май – Йозеф Бойс, германски художник († 1986 г.)
- 16 май – Чавдар Кюранов, български политик († 2004 г.)
- 20 май
  - Волфганг Борхерт, немски поет и белетрист и драматург († 1947 г.)
  - Карл Дедециус, немски писател и преводач († 2016 г.)
- 21 май – Андрей Сахаров, руски физик, лауреат на Нобелова награда за мир през 1975 г. († 1989 г.)
- 23 май – Джеймс Блиш, американски писател († 1975 г.)
- 30 май – Джейми Юис, южноафрикански режисьор, сценарист и продуцент († 1996 г.)
- 3 юни – Коста Пергелов, български икономист († 2007 г.)
- 8 юни – Сухарто, президент на Индонезия († 2008 г.)
- 10 юни – Филип, херцог на Единбург, херцог на Единбург, съпруг на Елизабет II († 2021 г.)
- 12 юни – Ханс Карл Артман, австрийски писател († 2000 г.)
- 21 юни – Хелмут Хайсенбютел, немски писател († 1996 г.)
- 27 юни – Кишомару Уешиба, японски айкидист и дошу († 1999 г.)
- 30 юни – Освалдо Лопес Ареляно, хондураски държавник и президент († 2010 г.)
- 1 юли – Йежи Стефан Ставински, полски сценарист и режисьор († 2010 г.)
- 4 юли – Амос Елон, израелски писател († 2005 г.)
- 5 юли – Виктор Куликов, съветски маршал († 2013 г.)
- 6 юли – Нанси Рейгън, Първа дама на САЩ (1981 – 1989) († 2016 г.)
- 1 август – Джак Креймър, американски тенисист († 2009 г.)
- 3 август – Иван Пръмов, български политик († 2005 г.)
- 4 август – Морис Ришар, канадски хокеист († 2000 г.)
- 7 август – Манитас де Плата, френски фламенко китарист († 2014 г.)
- 13 август – Нако Чакмаков, български футболист и треньор († 2009 г.)
- 19 август – Джин Родънбъри, американски телевизионен продуцент († 1991 г.)
- 25 август – Борислав Футеков, български футболист († 1995 г.)
- 2 септември – Таня Масалитинова, българска актриса († 2014 г.)
- 5 септември – Карл Декер, австрийски футболист († 2005 г.)
- 10 септември – Азаря Поликаров, български философ и физик († 2000 г.)
- 12 септември – Станислав Лем, полски писател фантаст († 2006 г.)
- 24 септември – Зуко Джумхур, босненски писател и художник († 1989 г.)
- 27 септември – Миклош Янчо, унгарски филмов режисьор († 2014 г.)
- 1 октомври – Джеймс Уитмор, американски актьор († 2009 г.)
- 13 октомври – Ив Монтан, френски актьор и певец († 1991 г.)
- 14 октомври – Раде Маркович, сръбски театрален и кино актьор († 2010 г.)
- 19 октомври – Гунар Нордал, шведски футболист († 1995 г.)
- 25 октомври – Михай I, крал на Румъния († 2017 г.)
- 3 ноември – Чарлз Бронсън, американски актьор († 2003 г.)
- 13 ноември – Никола Мирчев, български художник († 1973 г.)
- 27 ноември – Александър Дубчек, словашки политик († 1992 г.)
- 2 декември – Лола Гаос, испанска актриса († 1993 г.)
- 3 декември Димитър Данаилов, български писател († 1992 г.)
- 18 декември – Юрий Никулин, руски актьор († 1997 г.)
- 19 декември – Блаже Конески, македонски писател и кодификатор на македонския език († 1993 г.)
- 27 декември – Желез Дончев, български дендролог († 2002 г.)
- 31 декември – Терсио Мариано де Резенде, бразилски футболист († 2015 г.)

## Починали
- Димитриос Калапотакис, гръцки журналист
- Тота Венкова,
- юли – Павел Христов, български военен деец
- 11 януари – Хаджи Михал Хаджирусев (р. 1837 г.), български търговец и политик, кмет на Ески Джумая / Търговище (1887 – 1888)[1]
- 13 януари – Йоан Караяни, румънски фолклорист
- 8 февруари – Пьотър Кропоткин, руски учен и теоретик на анархизма (р. 1842 г.)
- 17 март – Николай Жуковски, руски учен, създател на науката аеродинамика
- 13 април – Миленко Балкански, български военен деец
- 4 май – Алфред Херман Фрид, австрийски журналист
- 14 юни – Борис Михайлов, български художник (р. 1868 г.)
- 16 юни – Марко Балабанов, български политик (р. 1837 г.)
- 28 юни – Гьорче Петров, български революционер (р. ок. 1865 г.)
- 4 юли – Антони Грабовски, полски химик и есперантист (р. 1857 г.)
- 21 юли – Вела Благоева, българска социалистка
- 2 август – Енрико Карузо, италиански тенор (р. 1873 г.)
- 7 август – Александър Блок, руски поет (р. 1880 г.)
- 16 август – Петър I, крал на сърби, хървати и словенци
- 18 август – Петър Нойков,
- 26 август – Матиас Ерцбергер, германски политик
- 29 август – Никола Корчев, български опълченец
- 11 септември – Лудвиг Александър фон Батенберг, първи маркиз на Милфорд Хейвън
- 15 септември – Иван Попов, български офицер и революционер
- 22 септември – Иван Вазов, български писател и народен будител (р. 1850 г.)
- 22 октомври – Александър Димитров, български политик
- 23 октомври – Джон Бойд Дънлоп, шотландски изобретател
- 14 декември – Радой Сираков, български военен деец
- 16 декември – Камий Сен-Санс, френски композитор

## Нобелови награди
- Физика – Алберт Айнщайн
- Химия – Фредерик Соди
- Физиология или медицина – наградата не се присъжда
- Литература – Анатол Франс
- Мир – Карл Ялмар Брантинг, Кристиан Лоус Ланге

Вижте също:
- календара за тази година